# Славковский район
Славковский район — административно-территориальная единица в составе Ленинградской и Псковской областей РСФСР, существовавшая в 1927—1959 годах.
Славковский район в составе Псковского округа Ленинградской области был образован в 1927 году. В район вошло 9 сельсоветов: Больше-Петский, Верхне-Мостский, Воробьевский, Докатовский, Заборовский, Листвинский, Пореченский, Славковский, Шемякинский.
В 1928 году упразднён Пореченский с/с и образованы Косоноговский, Моншинский, Скрыповский, Шишловский с/с.
В 1930 году в результате ликвидации окружного деления Славковский район перешёл в прямое подчинение Ленинградской области.
В 1932 году в состав района были включены Горбовский, Ладыгинский, Митрофановский, Сонинский, Сорокинский, Степановский, Федоровский, Шалашинский, Шиковский с/с упразднённого Выборского района.
В 1935 году Степановский, Федоровский, Шалашинский, Шиковский с/с переданы в Сошихинский район. В том же году район включён в состав Псковского округа.
В 1937 году Сонинский с/с передан в Сошихинский район.
В 1940 году в связи с ликвидацией Псковского округа район перешёл в прямое подчинение Ленинградской области.
В 1944 году района вошёл в состав Псковской области.
В 1954 году Шемякинский с/с присоединён к Верхнемостскому, Заборовский — к Листвянскому, Горбовский и Сорокинский — к Митрофановскому, Косоноговский — к Скрыповскому. Воробьевский и Моншинский с/с объединены в Рысцевский. Докатвоский с/с переименован в Шмойловский, Шишловский — в Сокоевский.
В 1959 году Славковский район был упразднён, а его территория передана в Карамышевский район.